# Cliff Richard
Cliff Richard, egentligen Harry Rodger Webb, född 14 oktober 1940 i Lucknow, Uttar Pradesh, Indien, är en brittisk sångare och skådespelare. Han är en av Storbritanniens populäraste sångare. Under ett decennium (1958–1969) hade han över 40 stora hittar i sitt hemland. I Sverige låg han ofta på Tio i topp.

## Biografi
Cliff Richard föddes i Indien, men när landet blev självständigt 1947 flyttade han tillsammans med sina föräldrar och tre systrar (Donella, Jacqueline och Joan) till Storbritannien. I Indien hade familjen levt under tämligen lyxiga förhållanden; i Storbritannien bodde de i fattiga London-förorter, och föräldrarna arbetade skift för att kunna försörja familjen. Senare levde familjen i Cheshunt i Hertfordshire.
Han sjöng med gruppen The Shadows i mitten av 1950-talet. Till en början kallade sig gruppen the Drifters. Namnbytet gjordes för att undvika förvirring med den amerikanska gruppen med samma namn. Cliff Richard fick skivkontrakt 1958 hos EMI, men utan Shadows. Gruppen spelade ändå ofta med honom fram till upplösningen 1968, inte minst när han uppträdde live. Samma år som han fick kontraktet slog han igenom med låten "Move It".
1966 blev Cliff Richard bekännande kristen. Han fortsatte sin karriär, men med ett betydligt lugnare och polerat sound än hans tidiga rock and roll-låtar. Han deltog i Eurovision Song Contest två gånger – 1968 med "Congratulations" och 1973 med "Power To All Our Friends". Han vann inte någon av gångerna, men "Congratulations" blev en stor hit som fortfarande är populär.
1976 fick han sitt slutliga genombrott i USA med låten "Devil Woman". Tre år senare toppade han listor i flera länder igen, med "We Don't Talk Anymore" som blev en av hans största låtar. Under 1980-talet hade han flera försäljningsframgångar. Han fick en grammis för bästa popplatta i Storbritannien 1988, och året därpå sålde han ut Wembley Stadium två gånger med en gigantisk jubileumsshow. 1993 års album The Album innehöll en rad hittar, mer än någon annan tidigare platta. 1999 fick han sin senaste listetta med "The Millennium Prayer". Han är fortfarande aktiv med skivinspelningar och turnéer.

## Kända Cliff Richard-låtar i urval

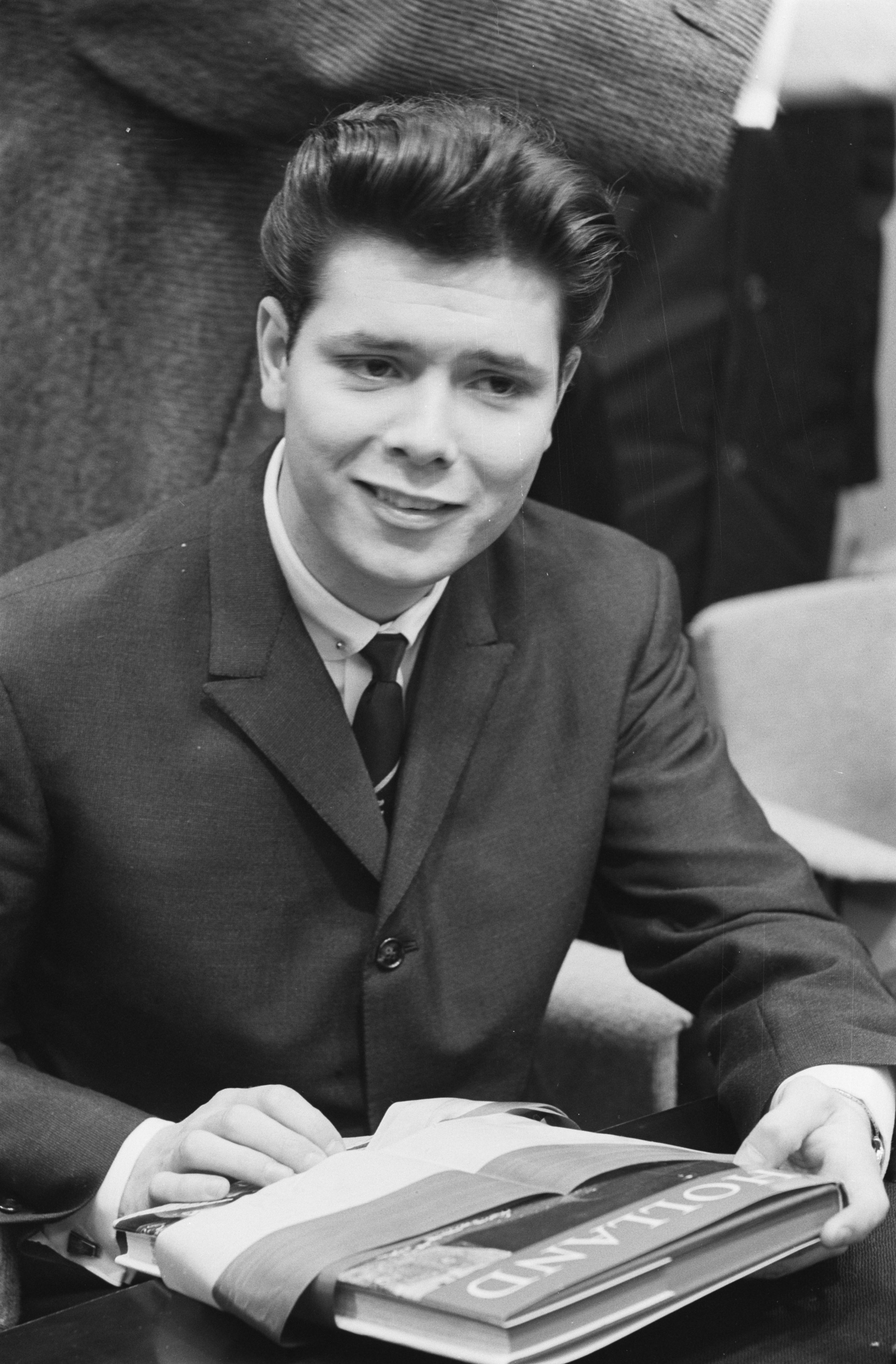
Cliff Richard (1962)

- "Move It" (1958)
- "Living Doll" (1959)
- "The Young Ones" (1962)
- "Do You Wanna Dance?" (1962)
- "Bachelor Boy" (1962)
- "Lucky Lips" (1963)
- "Summer Holiday" (1963)
- "I Could Easily Fall" (1964)
- "The Minute You're Gone" (1965)
- "Visions" (1966)
- "In the Country" (1966)
- "Congratulations" (1968)
- "Good Times, Better Times" (1969)
- "Power To All Our Friends" (1973)
- "Miss You Nights" (1975)
- "Devil Woman" (1976)
- "Green Light" (1978)
- "We Don't Talk Anymore" (1979)
- "Dreamin' " (1980)
- "Wired For Sound" (1981)
- "Baby You're Dynamite" (1983)
- "Ocean Deep" (1983)
- "Heart User" (1984)
- "Some People" (1987)
- "Mistletoe & Wine" (1988)
- "Stronger Than That" (1989)
- "From a Distance" (1990)
- "Saviours Day" (1990)
- "Peace In Our Time" (1993)
- "Human Work of Art" (1993)
- "The Millennium Prayer" (1999)
- "Let Me Be The One" (2002)

## Filmografi
- 1959: Serious Charge
- 1960: Expresso Bongo
- 1961: The Young Ones (också känd som It's Wonderful to be Young)
- 1963: Summer Holiday
- 1964: Wonderful Life (också känd som Swingers' Paradise)
- 1966: Finders Keepers
- 1966: Thunderbirds Are GO
- 1969: Two a Penny
- 1970: His Land
- 1972:  The Case (med Olivia Newton-John)
- 1973: Take Me High
- 2012: Run for Your Wife